# 張懋中
張懋中（1951年2月20日—）台灣南投竹山人，电子工程師、大學教授，耐能智慧 (Kneron Inc) 共同創辦人，現任洛杉磯加州大學電機工程學系講座教授, 曾擔任加州大學洛杉磯分校電機工程學系系主任。2015年8月1日至2019年7月31日期間擔任國立交通大學校長。
張懋中1990年於美國洛克威爾科學中心(Rockwell Science Center)高速電子實驗室與研究團隊完成異質結構雙極性高速電晶體（HBT）與其積體電路的研究與開發，成功量產後成為手機必備發射器元件，其研發砷化鎵功率放大器製成的手機信號發射器已超過100億台，成為舉世智慧型手機的首選，對產業界及學術界帶來跨時代貢獻。在任職交大校長期間, 力推陽明與交大合校. 為交大帶來醫學院與醫工的強力資源. 力暢同行致遠。
張懋中對高速半導體元件和高頻無線及混合信號電路在通信、雷達、聯結、攝像等系統的研究及開發貢獻卓著，在基礎研究和實際應用領域是首屈一指的權威代表。其在交大校長任內, 推動陽明與交大合校, 不遺餘力, 促成陽明大學與交通大學在 2021 年 2 月 1 日正式合併。

## 獎項與榮譽
- 2018年11月獲選Vladimir Karapetoff科技終身成就獎章
- 2017年12月獲選J J Thomson獎章
- 2015年12月獲選美國發明家學會(NAI，National Academy of Inventors) 發明家院士(NAI Fellow)[3]
- 國立台灣大學傑出校友（2013）[4]
- 國立清華大學名譽工學博士（2013）[5]
- 中央研究院院士 （2012）
- 美國國家工程學院院士（2008）[6]
- 電機電子工程師學會大衛薩諾夫獎（2006）
- 國立交通大學傑出校友（1997）[7]
- 電機電子工程師學會（1996）
- 洛克威爾科學中心達文西傑出工程師獎（1993）